# Candelariales
Candelariales är en ordning av lavar. Candelariales ingår i klassen Lecanoromycetes, divisionen sporsäcksvampar och riket svampar.
|               | Umbilicariales                   |
|               |                                  |
|               | Lecideales                       |
|               |                                  |
|               | Baeomycetales                    |
|               |                                  |
|               | Teloschistales                   |
|               |                                  |
|               | Pertusariales                    |
|               |                                  |
|               | Peltigerales                     |
|               |                                  |
|               | Ostropales                       |
|               |                                  |
|               | Agyriales                        |
|               |                                  |
|               | Lecanorales                      |
|               |                                  |
|               | Rhizocarpales                    |
|               |                                  |
| Candelariales | \| \| Candelariaceae \| \| \| \| |
|               | \| \| Candelariaceae \| \| \| \| |
|               | Acarosporales                    |
|               |                                  |
|               | Pachyascaceae                    |
|               |                                  |
|               | Thelenellaceae                   |
|               |                                  |
|               | Protothelenellaceae              |
|               |                                  |
|               | Arthrorhaphidaceae               |
|               |                                  |
|               | Coniocybaceae                    |
|               |                                  |
|               | Leprocaulon                      |
|               |                                  |
|               | Eschatogonia                     |
|               |                                  |
|               | Biatoridium                      |
|               |                                  |
|               | Bilimbia                         |
|               |                                  |
|               | Botryolepraria                   |
|               |                                  |
|               | Roccellinastrum                  |
|               |                                  |
|               | Piccolia                         |
|               |                                  |
|               | Stenhammarella                   |
|               |                                  |
|               | Aspilidea                        |
|               |                                  |
|               | Candelariaceae                   |
|               |                                  |

|  | Candelariaceae |
|  |                |